# Christian Carl Hohlenberg
Christian Carl Hohlenberg, født 27. april 1766 var en dansk søofficer. Han blev kadet i 1780 og sekondløjtnant 1789. Ved Slaget på Reden 1801 var 
han som premierløjtnant chef for rokanonbåden Odense. 1808 blev han kaptajn, afskediget i 1815 og udnævnt til lodsinspektør i Helsingør, hvor han i 1816 også blev waterschout som den første uden for København.
Han var bror til Frantz Christopher Henrik Hohlenberg.